# Eptesicus (subgènere)
Eptesicus és un subgènere de ratpenats de la família Vespertilionidae, format per 22 espècies.

## Taxonomia
- Eptesicus andinus
- Eptesicus bobrinskoi
- Eptesicus bottae
- Eptesicus brasiliensis
- Eptesicus chiriquinus
- Eptesicus diminutus
- Eptesicus furinalis
- Eptesicus fuscus
- Eptesicus gobiensis
- Eptesicus guadeloupensis
- Eptesicus hottentotus
- Eptesicus innoxius
- Eptesicus japonensis
- Eptesicus kobayashii
- Eptesicus matroka
- Eptesicus nasutus
- Eptesicus nilssonii
- Eptesicus pachyotis
- Eptesicus platyops
- Eptesicus serotinus
- Eptesicus tatei